# Salvador Caro Cabrera
Salvador Caro Cabrera (Guadalajara, Jalisco, México, 21 de noviembre de 1970) actualmente se desempeña como diputado federal en la Cámara de Diputados. En esta LXV Legislatura, es integrante de la Comisión de Marina y Secretario de la Junta Directiva de la Comisión de Puntos Constitucionales y la de Hacienda y Crédito Público.
Fue Diputado local en el Congreso de Jalisco en las Legislaturas LVI, LXI y LXII, en las dos últimas asumió la presidencia del Grupo Parlamentario de Movimiento Ciudadano.
Fue Comisario General de la Policía de Guadalajara del 22 de octubre de 2015 al 20 de diciembre de 2017.
Entre sus logros está que los oficiales contaran con incremento salarial, disminución de horas de trabajo, adquisición de los mejores uniformes de América Latina. Además consiguió que la Policía de Guadalajara fuera sede de los V Juegos Latinoamericanos de Policías y Bomberos.
Logró que todos los policías que se jubilaran lo hicieran con el grado superior inmediato, lo que les dio acceso a un mejor ingreso económico para ellos y sus familias en su retiro. En su labor de dignificación policial fueron ascendidos 106 oficiales el 12 de enero de 2017 y otros 156 policías fueron ascendidos el 12 de diciembre del mismo año, de manera transparente para reconocer el trabajo de los buenos policías. Además entregó nombramientos definitivos a 266 oficiales de la Comisaría de la Policía tapatía para brindar certeza laboral.  Creó la Defensoría de los Derechos de los Policías, única en el país y de las pocas en América Latina. 
Modificó el esquema operativo de vigilancia de sectores a cuadrantes,  lo que permitió administrar de mejor manera los recursos materiales y humanos, además de lograr una policía más cercana que nunca y que el primer año de la administración fuera el mejor de los últimos 12 años, según datos de la propia Fiscalía del Estado. 
Dentro de la reingeniería de la Comisaría de Guadalajara, creó grupos especializados como la Unidad para la Recuperación del Estado de Derecho y la Paz (UREPAZ), la Unidad de Resguardo de Espacios Recreativos y Deportivos (UREDES), la Unidad de Guardias Municipales (UGM), Unidad de Resguardo de Servicios Establecidos (URSE), entre otras, enfocadas en atender diversas problemáticas y necesidades de los ciudadanos. Gracias a estos grupos, espacios públicos como parques, mercados y unidades deportivas pueden ser disfrutados por las familias tapatías en paz.
Para afrontar los retos que imponía el sistema de justicia adversarial, en una labor titánica capacitó a todos los oficiales en este marco legal y creó la primera Unidad de Criminalística a nivel nacional en una policía municipal, como apoyo para los oficiales que fungieron como primer respondiente. Además, conformó la División de Inteligencia, pues el delito no puede ser combatido sin un análisis científico.
Consiguió que la Policía de Guadalajara fuera sede de los V Juegos Latinoamericanos de Policías y Bomberos, justa deportiva en la que participaron oficiales de 19 países, con lo que se logró un acercamiento con instituciones a nivel internacional y estrechar relaciones.
Conformó las Brigadas de Auxilio Ciudadano, conocido como Grupo Meteoro, para brindar apoyo durante la temporada de lluvias a los ciudadanos, y por su alta especialización, participó en las acciones de asistencia a favor de los afectados por el Terremoto del 19 de septiembre de 2017 en el estado de Morelos y Puebla
Trabajó fuertemente para que las calles regresaran a los tapatíos y en la recuperación de la legalidad y el orden en los barrios tradicionales de la ciudad, como el Centro Histórico, El Santuario, 5 de Febrero, Analco y la Zona de Obregón a través de operativos permanentes con los que combatió frontalmente el microtráfico de drogas y el narcomenudeo.
Estas acciones para abatir la venta de drogas se extendieron a operativos constantes en bares de zonas como Providencia, Centro Histórico y Chapultepec, entre otros, donde anteriormente operaban de manera impune grupos delictivos que fueron erradicados.
Para proteger y salvaguardar la integridad de las mujeres, desarrolló el programa Código Rosa que brinda asistencia a las mujeres que cuentan con orden de restricción; la Línea Alto al Acoso y Transporte Seguro, enfocados ambos en inhibir el acoso callejero y en las unidades del transporte público.
Trabajó arduamente para ofrecer seguridad a los jóvenes y estudiantes, estableciendo el programa Ruta Segura y Sendero Seguro, con el objetivo de prevenir situaciones de riesgo en las inmediaciones de los planteles escolares.
Transformó a la Policía de Guadalajara en una institución innovadora, a la vanguardia con la tecnología, la cual sumó como parte de las estrategias para la inhibición de los delitos por medio del programa Negocio en Contacto, el cual es el software de mejor respuesta policial en todo el estado de Jalisco ante una emergencia y gratuito para los ciudadanos.
Durante su gestión la Policía de Guadalajara fue equipada con drones y vehículos ligeros como Segways y Twizy, mismos que sirvieron para reforzar las acciones operativas que mejoraron los resultados de la institución. Asimismo, el helicóptero con el que cuenta la institución regresó a volar luego de varios años que permaneció inactivo.
Por medio del trabajo constante, tenaz e inteligente, se realizaron operativos que permitieron regresar el orden y la paz al Estadio Jalisco, al cambiar los ingresos, garantizando la seguridad de niños, jóvenes y familias completas, quienes ahora pueden disfrutar de este espectáculo en paz.
Logró una policía amable, próxima y atenta, para lo cual depuró las filas y sancionó a los malos oficiales. Hoy la Policía de Guadalajara es una Policía honesta y limpia al servicio de los tapatíos, con lo que consiguió que esta institución tuviera cero recomendaciones y menor número de quejas ante la Comisión Estatal de Derechos Humanos.
Como Regidor de Guadalajara fue presidente de la Comisión Edilicia de Seguridad Pública y Prevención Social en la administración 2007 – 2009 de Guadalajara. En este periodo presentó la propuesta denominada Diez ejes para el diseño de la seguridad pública municipal, con la finalidad de orientar las políticas de seguridad ciudadana del municipio. Estas líneas de acción se integraron al Plan municipal de desarrollo de Guadalajara (2007-2009).
Presentó una iniciativa mediante la cual, la policía tapatía incursionó a la primera y segunda etapa de certificación con el objetivo de mejorar los procesos de actuación policial y los servicios de seguridad.
Promovió una propuesta para que el Congreso del Estado reforme la Ley de Pensiones, con la finalidad de establecer un régimen especial de pensiones para las corporaciones policiales municipales, que incluyó la disminución de edad y años de servicio para obtener el beneficio.
Asimismo, impulsó la iniciativa que reactivó al Consejo Consultivo de Seguridad Ciudadana de Guadalajara, decisión que puso de manifiesto el primer paso hacia una nueva forma de gobernar con la vigilancia, consulta, participación y rendición de cuentas a los ciudadanos. 
De la misma forma, presentó la iniciativa que creó el Observatorio Ciudadano de Seguridad Pública, y en la que se facultó al Consejo Consultivo de Seguridad Ciudadana de Guadalajara para su vigilancia. Además, en este mismo periodo presidió la Comisión Especial Transitoria encargada de investigar la legalidad del proceso de adquisición de las patrullas equipadas con el sistema de geoposicionamiento global GPS.
En ambas administraciones se caracterizó por ser el regidor con el mayor número de propuestas presentadas en esta materia.
Como diputado federal de la LXI Legislatura del Congreso de la Unión (2009 – 2012), fue integrante de la Comisión de Seguridad Pública, en la que tuvo un papel sumamente activo, al mantener interlocución directa con los titulares de la Secretaría del ramo, con los titulares de la Procuradora General de la República y con funcionarios del Secretariado Ejecutivo del Sistema Nacional de Seguridad Pública, a quienes exigió el puntual cumplimiento de las responsabilidades de los servidores públicos a favor de la paz y tranquilidad de los ciudadanos.
Solicitó de manera sistemática ejercicios de auditoría para el Subsidio a la Seguridad Pública Municipal (SUBSEMUN), y al Fondo de Aportaciones a la Seguridad Pública (FASP) con el fin de que los recursos públicos estén al servicio de los ciudadanos.

## Carrera
Fue Comisario General de la Policía de Guadalajara del 22 de octubre de 2015 al 20 de diciembre de 2017. También se ha desempeñado como Coordinador de los ediles de Movimiento Ciudadano en el Ayuntamiento de Guadalajara (2012-2015). Fue diputado federal de la LXI Legislatura del Congreso de la Unión de México (2009-2012), por el XI Distrito Electoral Federal de Jalisco. En la Cámara de Diputados fue Secretario de la Comisión de Juventud y Deporte e integrante de las comisiones de Función Pública y de Seguridad Pública, así como de la Especial de la Industria Automotriz. 
Durante la administración 1998-2000 del Congreso del Estado de Jalisco fungió como coordinador de asesores. Asimismo fue diputado local en la LVI Legislatura del Congreso de Jalisco (2001-2004), asesor en el Ayuntamiento de Guadalajara (2004), director del Archivo Municipal del Ayuntamiento de Zapopan, secretario del Consejo Municipal de Crónica e Historia (2005-2006), y regidor de Guadalajara (2007-2009).

## Estudios
Se graduó como licenciado en Derecho por la División de Estudios Jurídicos de la Universidad de Guadalajara (1989-1994) y realizó una maestría en Políticas Públicas por el Instituto Tecnológico Autónomo de México (1995-1997). Además realizó estudios en Letras Hispánicas (2006-2008) y en Historia y Apreciación Cinematográfica (2007). Fue profesor de la Escuela Preparatoria número 5 (1991-1993), del Seminario de Técnicas de Aprendizaje Jurídicas de la Facultad de Derecho (1993) y del Departamento de Estudios Políticos de (1998- 2006), de la Universidad de Guadalajara.
Se graduó como policía en el Instituto de Formación y Profesionalización Policial de la Comisaría de la Policía de Guadalajara, además de contar con diversos cursos de entrenamiento por el FBI, Agencia de Alcohol, Tabaco, Armas de Fuego y Explosivos y la Administración para el Control de Drogas.
• Diplomado para mandos de Policía Preventivo Municipal impartido por la Academia de Formación y Desarrollo Policial Puebla – Iniciativa Mérida
General Ignacio Zaragoza
• Curso de ATM Firearms and Explosives Identification Training impartido por el Departamento de Justicia Bureau of Alcohol, Tobacco Firearms and Explosives.
• Curso de Reentrenamiento 2016 impartido por FBI National Academy Associates – Grupo México bajo el esquema de cooperación de la Iniciativa Mérida.
• Curso Técnicas de la Función Policial impartido por la Dirección de Formación Policial de la Comisaría de la Policía Preventiva Municipal de Guadalajara.
• Curso de Formación Policial para personal de policías en servicio activo impartido por la Dirección de Formación Policial de la Comisaría de la Policía Preventiva Municipal de Guadalajara.
• Curso de capacitación de Detección de mentiras y técnicas de interrogatorio impartido por el Instituto de Capacitación y Desarrollo Humano.